# Jake Bailey
Jacob Richard Bailey (Phoenix, Arizona, 18 de junio de 1997) más conocido como Jake Bailey, es un jugador profesional estadounidense de fútbol americano que se desempeña en la posición de punter en Miami Dolphins, equipo de la National Football League (NFL).

## Carrera
Fue seleccionado en la quinta ronda en la Reunión Anual de Selección de Jugadores de la NFL de 2019. Hizo su debut profesional con el equipo New England Patriots, en el cual jugó cuatro temporadas (2019-2023), luego pasó a Miami Dolphins, donde lleva jugando una temporada.